# Bellusaurus
Bellusaurus (însemnând „saur frumos”, din latina vulgară bellus „frumos” (forma masculină) și grecescul sauros „șopârlă”) a fost un dinozaur sauropod mic, cu gât scurt, din Jurasicul târziu (Oxfordian) care măsura aproximativ 4,8 metri lungime. Fosilele sale au fost găsite în rocile formației Shishugou din nord-estul bazinului Junggar⁠(d) din China.

## Descoperire și denumire

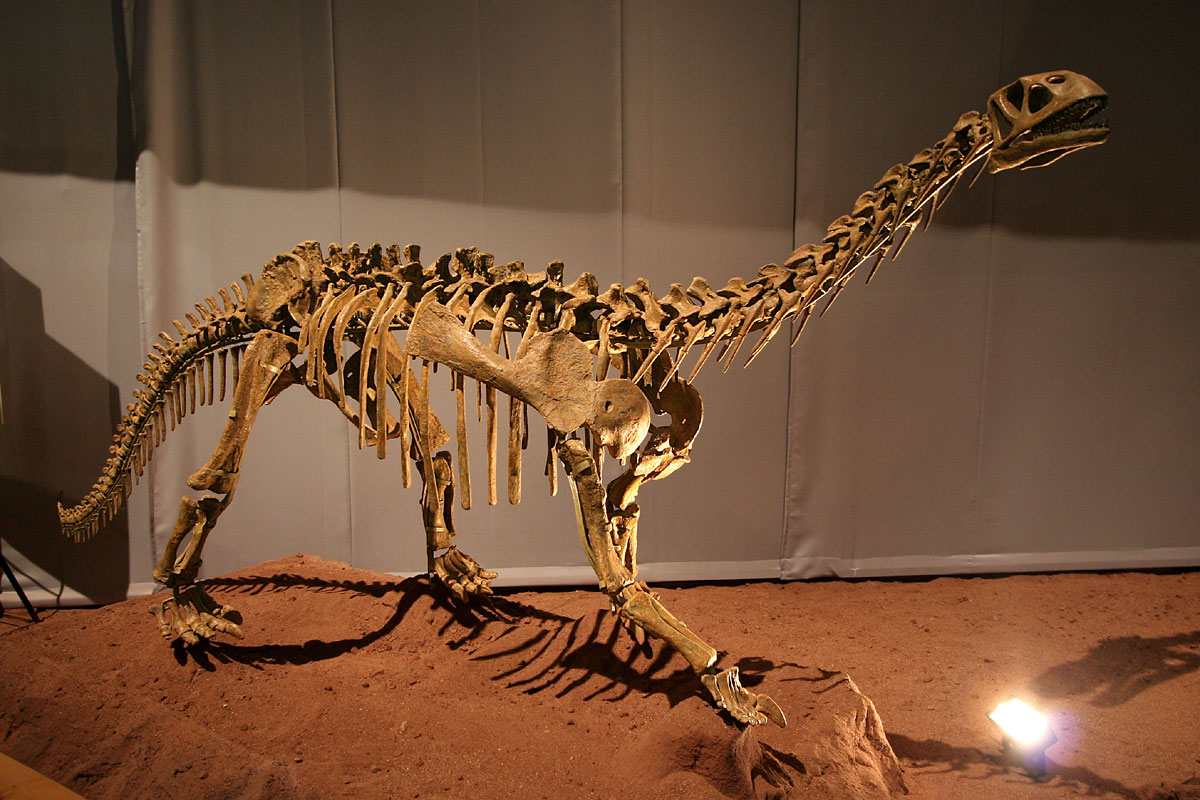
Schelet restaurat

Specia tip și singura cunoscută este Bellusaurus sui, descrisă formal de Dong Zhiming⁠(d) în 1991. Rămășițele lui Bellusaurus au fost găsite în formația Shishugou din nord-estul bazinului Junggar⁠(d). Șaptesprezece indivizi au fost descoperiți într-o singură carieră, sugerând că o turmă a fost ucisă într-o inundație rapidă. Unele caracteristici sugerează că toți indivizii ar fi putut fi juvenili. Numele generic, Bellusaurus, provine din latinescul bellus, care înseamnă „frumos” sau „delicat”, referindu-se la dimensiunea mică și construcția ușoară a acestor sauropode. Numele specific, sui, a fost dat în onoarea lui Youling Sui, preparator senior și restaurator notabil al rămășițelor de dinozauri; Bellusaurus a fost ultima restaurare realizată de domnul Sui.

### Înregistrare fosilă
Bellusaurus sui este cunoscut dintr-o cantitate mare de material dezarticulat provenind de la indivizi juvenili.

## Descriere

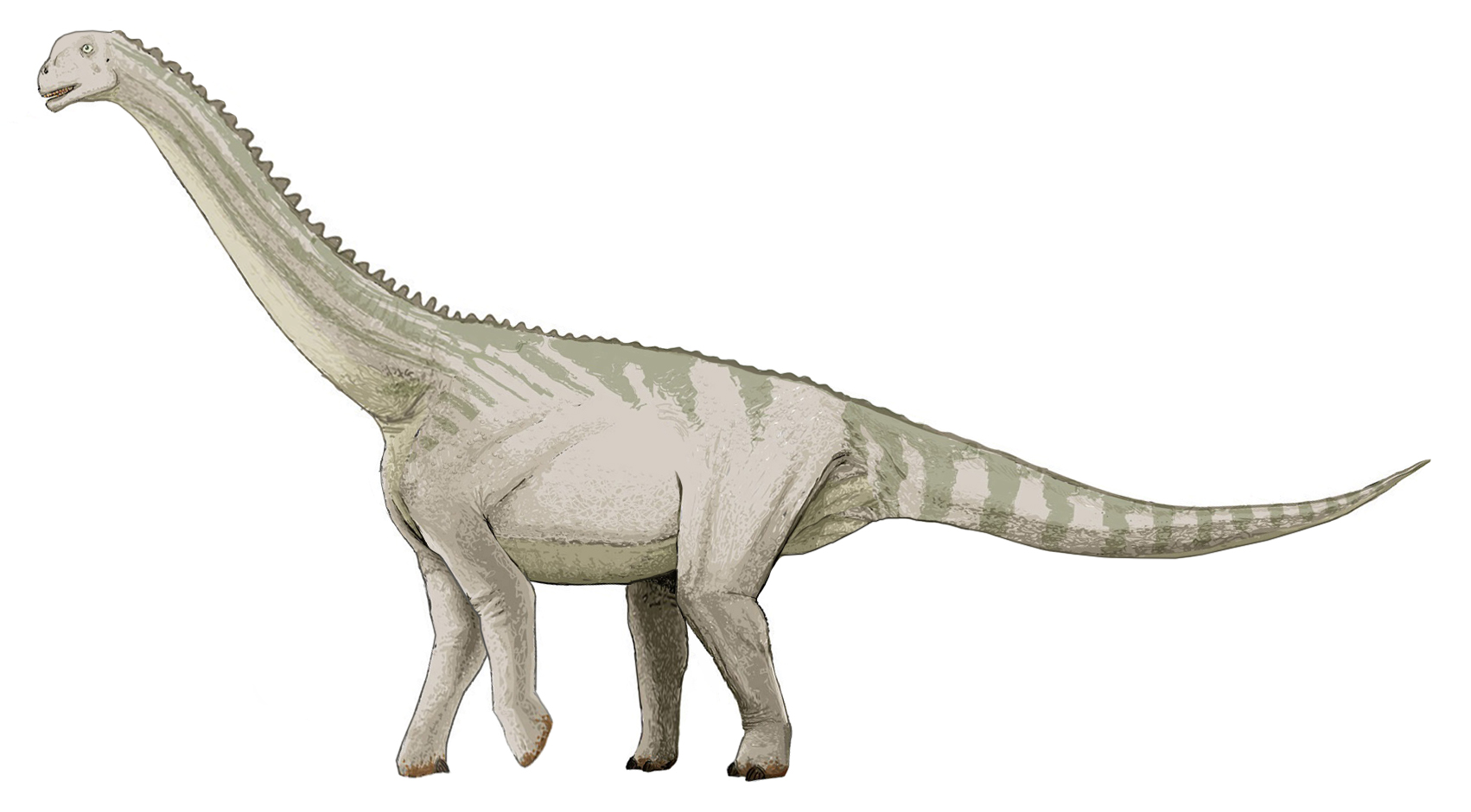
Reprezentare artistică

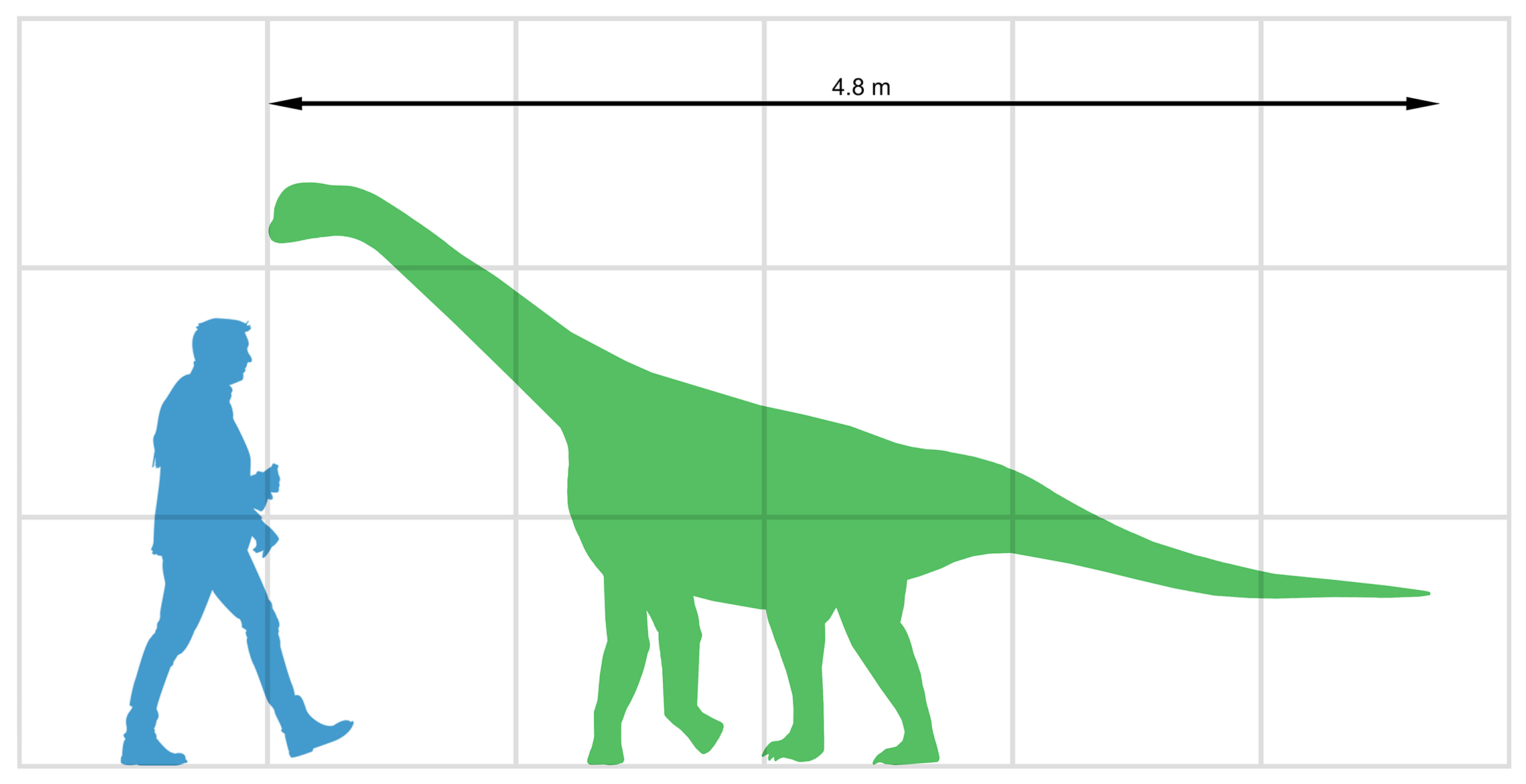
Dimensiunea comparativ cu un om

Lungimea estimată a lui Bellusaurus este de aproximativ 4,8 metri, deși această estimare se bazează pe indivizi juvenili.

## Clasificare
Bellusaurus a fost plasat inițial în familia Brachiosauridae de către Dong. Analizele filogenetice mai recente l-au recuperat pe Bellusaurus în afara Neosauropoda sau aproape de baza Macronaria⁠(d). În 2023, un studiu a propus că Bellusaurus este un mamenchisaurid. 